# 2028年12月31日月食
2028年12月31日月食为一次將在协调世界时2028年12月31日出現的月全食。該次月食半影食分為2.300、全影食分為1.252。偏食維持了105分，全食維持36分。

## 概述
這次月食的食分是6.77，偏食維持了105分，全食維持36分。

## 基本參數
- 類型：月全食
- 食甚資料：
  - 日期：2028年12月31日
  - 時間：16:52
  - 月球位置：赤經6.77度、赤緯23.3度
  - 食分：半影食分：2.300、全影食分：1.252
  - 持續時間：偏食105分、全食36分

## 外部連結
- NASA月食專頁（页面存档备份，存于）（英文）